# Fiódor Bruni

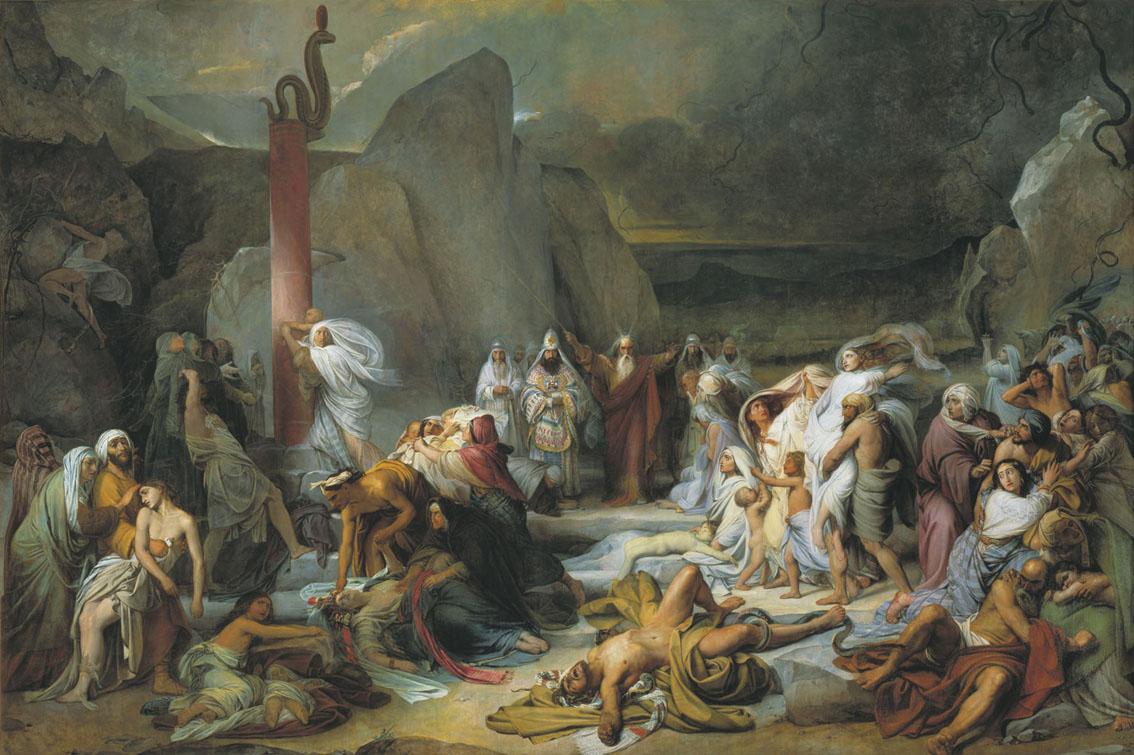
Moisés y la serpiente de bronce, (1840) de Fiódor Bruni, San Petersburgo, Museo Estatal Ruso.

Fiódor Antónovich Bruni o Fidelio Bruni (en ruso: Фёдор Антонович Бруни) (Milán, 1799 - San Petersburgo, 1875) fue un artista ruso de origen italiano de estilo academicista.
Hijo de un pintor y restaurador de pinturas suizo, llamado para trabajar en Rusia desde 1800, entró a la Academia Imperial de las Artes de San Petersburgo a los diez años, donde fue discípulo de Alekséi Yegórov, Andréi Ivánov y Vasili Shebúyev. También a iniciativa de su padre se formó en su Italia natal, a la que volvería asimismo más adelante, llegando a exponer el cuadro "La muerte de Camila", su primera obra de gran formato en el Capitolio en Roma. 
Retornado a Rusia, se convirtió en miembro de la Academia Imperial de las Artes, y realizó diversas obras en la capital imperial (Catedral de Kazán y Catedral de San Isaac) desempeñando tareas docentes en la Academia, con alumnos como Mijáil Botkin y Arseni Mescherski. Desde 1849, sería conservador de la galería del Museo del Hermitage viajando al extranjero en dos ocasiones para adquirir nuevas obras para la colección. En sus últimos años, su carácter se volvió más introvertido y solitario, creció su disgusto ante el estilo de sus nuevos alumnos, olvidando sus tareas formativas en la Academia, y viéndose forzado a dimitir de las mismas en 1871.